# Charolais (rund)

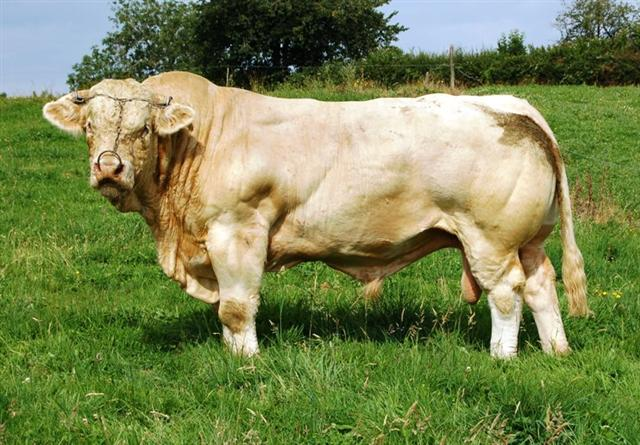
Charolais, stier

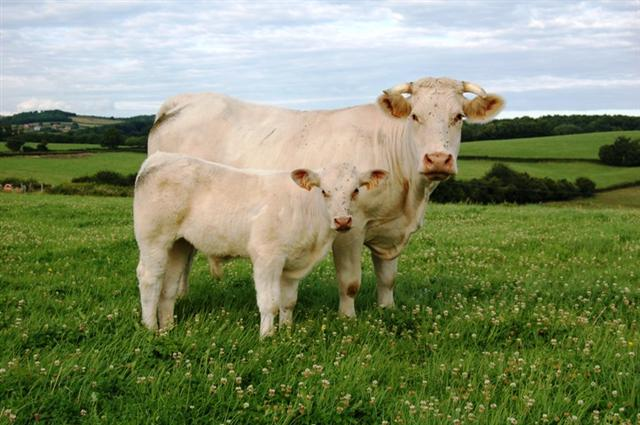
Charolais, koe en kalf

De charolais is een runderras dat van oorsprong uit de regio Charolais in Frankrijk komt.

## Eigenschappen
De charolais is wit tot cremekleurig en heeft een korte, brede kop. De schofthoogte loopt van 135 tot 155 cm. De stieren kunnen tot 1400 kg wegen. De koeien wegen tussen 700 en 900 kg. 

### Vlees
Charolais is een van de betere vleestypes bij runderrassen. Sinds 2010 geniet het rundvlees boeuf de Charolles van de bescherming van de AOC (Appellation d'Origine Contrôlée) en sinds 2014 van de Beschermde oorsprongsbenaming.

## Geschiedenis
Het rund uit de streek van Charolles werd oorspronkelijk gebruikt als trekdier. Halfweg de 18e eeuw werden de eerste runderen vanuit Oyé naar Parijs gevoerd om daar te worden geslacht. Het ras werd in de negentiende eeuw gekruist met witte shorthorns. Een eerste stamboek werd opgericht in 1864 in Nevers. Na de Tweede Wereldoorlog geraakte dit ras ook internationaal verspreid.